# Tichoreck
Tichoreck (anche traslitterato come Tihoreck, Tikhoreck, Tikhoretsk) è una città della Russia europea meridionale (kraj di Krasnodar), situata nella pianura pedemontana ciscaucasica 136 km a nordest di Krasnodar; è il capoluogo amministrativo del distretto omonimo.
Fondata nel 1874 come chutor presso la stazione ferroviaria di Tichoreckaja, ottenne lo status di città nel 1926.

## Società

### Evoluzione demografica
Fonte: mojgorod.ru
- 1897: 5.100
- 1939: 37.000
- 1959: 49.700
- 1979: 63.800
- 1989: 67.100
- 2002: 65.005
- 2007: 63.200